# For Ever Mozart
For Ever Mozart é um filme de drama suíço de 1997 dirigido e escrito por Jean-Luc Godard. Foi selecionado como representante da Suíça à edição do Oscar 1998, organizada pela Academia de Artes e Ciências Cinematográficas.

## Elenco
- Madeleine Assas: Camille
- Frédéric Pierrot : Jérôme
- Ghalia Lacroix : Jamila
- Bérangère Allaux : Actrice
- Michel Francini : Baron
- Sabine Bail : Amie du Baron